# 아침강단
《아침강단》은 대한민국의 방송국 기독교방송의 라디오 채널 CBS 표준FM에서 매주 일요일 오전 5시 30분 ~ 오전 6시까지 방송하는 라디오 프로그램이다. 목사의 설교를 들려준다.
기존 5시 30분에 방송됐던 CBS 노컷뉴스가 폐지되어 방송시작시간이 5시 35분에서 5시 30분으로 방송시간이 5분 당겨졌다.

## 담당 목사
- 신성성결교회 정영호 목사

## 같이 보기
- CBS 표준FM

| CBS 표준FM               |                          |                          |
| 이전                     | 아침강단 (일)            | 다음                     |
| 날마다 주님과 함께       | 아침강단 (일)            | 복음의 메아리 (일)       |
| 오전 5시 ~ 오전 5시 30분 | 오전 5시 30분 ~ 오전 6시 | 오전 6시 ~ 오전 6시 30분 |
|                          |                          |                          |

| 부산CBS 표준FM           |                          |                          |
| 이전                     | 아침강단 (일)            | 다음                     |
| 날마다 주님과 함께       | 아침강단 (일)            | 복음의 메아리 (일)       |
| 오전 5시 ~ 오전 5시 30분 | 오전 5시 30분 ~ 오전 6시 | 오전 6시 ~ 오전 6시 30분 |
|                          |                          |                          |

| 경남CBS 표준FM           |                          |                          |
| 이전                     | 아침강단 (일)            | 다음                     |
| 날마다 주님과 함께       | 아침강단 (일)            | 복음의 메아리 (일)       |
| 오전 5시 ~ 오전 5시 30분 | 오전 5시 30분 ~ 오전 6시 | 오전 6시 ~ 오전 6시 30분 |
|                          |                          |                          |